# Incubatore per l'Arte
Stecca 3, o Incubatore per l'Arte, è un edificio del quartiere Isola di Milano che ha lo scopo di accogliere associazioni culturali e di artigiani che già da tempo fanno parte del quartiere. Si tratta della nuova Stecca degli artigiani, un'associazione nata negli anni ottanta dal residuo industriale dell'omonima fabbrica, parte del più grande complesso Tecnomasio Italiano Brown Boveri. Tra i suoi primi protagonisti figurava Stefano Arienti. La Stecca è un'associazione di numerose associazioni, come Apodilia, ATHLA, dal 2001 Cantieri Isola, Controprogetto, Deposito Lirico, Isola Tv, +BC, Camera oscura, Maltrainsema, Isola critica, Architetti senza frontiere.

## Il progetto
Il progetto dell'Incubatore per l'Arte è nato come parte del più vasto Progetto Porta Nuova, che tra il 2005 e il 2015 ha riqualificato in primo luogo il Centro Direzionale di Milano, quindi l'ampia zona dismessa delle Varesine (confine del quartiere di Porta Nuova), una vasta area del quartiere di Porta Garibaldi e alcune parti del quartiere Isola. Stecca 3 fornisce spazi alle attività artigianali e associative, alcune delle quali sono state accampate in fondo al vicolo De Castillia, in attesa di ottenere l'agibilità per il nuovo edificio. In questo luogo di proprietà comunale si svolgono attività sociali, culturali, di diffusione della sostenibilità ambientale e di promozione del volontariato.
L'edificio si trova ai bordi dei Giardini di Porta Nuova, vicino alla Fondazione Catella. Esso sostituisce un precedente edificio industriale non dissimile dal vicino casotto ora Fondazione Catella. Ha una forma rettangolare a due livelli, per un totale di circa 760 m². Per le attività all'aperto è stata creata una tettoia a sbalzo. Esternamente l'edificio si presenta quindi come un semplice parallelepipedo. Per climatizzare l'ambiente è utilizzata un pompa di calore ad emissione zero, accoppiata a pannelli fotovoltaici.

## Costruzione
La costruzione dell'edificio è iniziata a gennaio 2010 con la posa delle fondamenta. In cinque mesi la struttura dell'edificio ha cominciato a prendere forma, mentre a ottobre dello stesso anno anche l'esterno dell'edificio era in fase avanzata di lavorazione. Tra gennaio e maggio 2011 l'esterno è stato completato ed è stato poi rivestito in vetratura, per presentarsi completo a fine 2011.
Il 7 ottobre 2012 è stata inaugurata Stecca 3, la realizzazione materiale dell'Incubatore per l'Arte.